# Lasioglossum familiare
Lasioglossum familiare là một loài Hymenoptera trong họ Halictidae. Loài này được Erichson mô tả khoa học năm 1842.